# Saeid Abdevali
Saeid Mourad Abdevali (en persa: سعید عبدولی‎; Andimeshk, 4 de noviembre de 1989) es un luchador iraní de lucha grecorromana. Participó en Juegos Olímpicos de Londres 2012 clasificándose en la 11.º posición en la categoría de 66 kg. Compitió en tres campeonatos mundiales. Consiguió una medalla de oro en 2011. Triunfador de los Juegos Asiáticos de 2010 y ganador de una medalla de bronce en 2014. Conquistó dos medallas de bronce en Campeonatos Asiáticos de 2009 y 2014. Cinco veces representó a su país en la Copa del Mundo, consiguiendo un 1.º puesto en 2010, 2011, 2012 y 2014. Primero en el Campeonato Mundial Militar de 2013. Campeón Mundial de Juniores del años 2008-2009.